# Andrzej Gronowicz
Andrzej Gronowicz (n. 7 martie 1951, Piła, Republica Populară Polonă, Polonia) este un canoist ce a reprezentat Polonia, medaliat olimpic. A participat la 2 ediții ale Jocurilor Olimpice (1972, 1976) în care a câștigat o medalie de argint.